# Carlos Eduardo Castañeda (historiador)
Carlos Eduardo Castañeda (Camargo, Tamaulipas, 11 de noviembre de 1896 - 3 de abril de 1958) fue un historiador, especializado en la historia de Texas, y líder en la lucha por los derechos civiles de los mexicano-estadounidenses.
Nacido en México, Castañeda emigró a los Estados Unidos con su familia en 1908. Obtuvo una licenciatura y una maestría en historia de la Universidad de Texas en Austin y luego pasó varios años enseñando español en el College of William and Mary. Castañeda regresó a Texas en 1927 y se desempeñó como el primer curador de la colección latinoamericana de la Universidad de Texas. Mientras trabajaba como bibliotecario, Castañeda realizó su doctorado en historia, que finalmente obtuvo en 1932.
El trabajo de Castañeda como historiador se centró en las zonas fronterizas españolas, especialmente Texas. Buscó en varios archivos de México para encontrar y copiar documentación previamente desconocida sobre la vida en Texas y el suroeste de Estados Unidos. Por su trabajo con la documentación de la historia católica en Texas, Castañeda fue nombrado Caballero del Santo Sepulcro y Caballero Comendador de la Orden de Isabel la Católica de España.
Durante la Segunda Guerra Mundial, Castañeda tomó una licencia de su puesto docente en la Universidad de Texas para trabajar como investigador para el Comité de Prácticas Justas de Empleo. Abogó por la igualdad de derechos para los mexicano-estadounidenses y fue ascendido a director regional de la región suroeste de la FEPC en 1946.
La Biblioteca Perry-Castañeda de la Universidad de Texas lleva su nombre.

## Primeros años
Carlos Eduardo Castañeda nació el 11 de noviembre de 1896 en Camargo, México, uno de siete hermanos de un profesor que trabajaba en el Colegio de San Juan en Matamoros. La familia se mudó a Brownsville, Texas en 1908, y sus padres murieron poco después. Castañeda, el único estudiante mexicano-estadounidense en su promoción de graduación, se distinguió como el mejor estudiante de la promoción de 1916 de la escuela secundaria de Brownsville. Obtuvo una beca para la Universidad de Texas en Austin, donde inicialmente estudió ingeniería civil . Después de trabajar para el destacado historiador Eugene Campbell Barker, Castañeda descubrió el amor por la historia y cambió de especialidad. Recibió su licenciatura en historia en 1921. A finales de diciembre de ese año, Castañeda se casó con su amiga de la infancia Elisa Ríos. Su hija, Irma Gloria, nació al año siguiente.
Durante los siguientes dos años, Castañeda obtuvo su maestría en historia mientras trabajaba como profesor de español en una escuela secundaria. Para su tesis de maestría, Castañeda compiló un índice detallado de los documentos españoles y mexicanos ubicados en el condado de Bexar, donde se encuentra San Antonio. Su trabajo fue bien recibido; el historiador Herbert Eugene Bolton reconoció que Castañeda había descubierto algunos documentos importantes. Recibió su maestría en historia de la Universidad de Texas en 1923.

## Historiador
Desde 1923 hasta 1926, Castañeda fue profesor asociado en el College of William and Mary, donde enseñó español. En diciembre de 1923, ayudó a fundar el Gibbons Club, una organización estudiantil que hacía campaña para que se asignara un sacerdote católico de Newport News para las misas dominicales, ya que no había sacerdotes ni parroquias en Williamsburg. Finalmente, las actividades del club llevaron a la fundación de la parroquia de Saint Bede, creando una capilla que ahora es el Santuario Nacional de Nuestra Señora de Walsingham. Aunque a Castañeda le gustaba enseñar, extrañaba su estado natal y quería volver a centrarse en la historia de Texas. Comenzó a buscar oportunidades para regresar.
En Texas ya estaban en marcha los preparativos para el Centenario de Texas de 1936, que marcaría el centenario de la independencia de México. La delegación de Caballeros de Colón de Texas decidió financiar una historia académica de la Iglesia Católica en Texas, que se publicará con motivo del centenario. El líder de Caballeros de Colón en Texas, Joseph I. Driscoll, invitó a Castañeda a sugerir formas de abordar el vasto proyecto. En su respuesta, Castañeda sugirió que el comité que patrocina el trabajo designe a una sola persona para recopilar las fuentes primarias apropiadas para la eventual publicación. Ofreció su tiempo para ayudar, señalando que planeaba enseñar en la Ciudad de México ese verano y comentando que "soy un graduado de la Universidad de Texas, y aunque soy mexicano de nacimiento, siento que soy texano en espíritu". Driscoll rápidamente autorizó a Castañeda a recopilar información.
Castañeda recibió una oferta para un puesto temporal en el University Junior College de San Antonio, pero la rechazó para buscar un empleo más permanente. Pronto fue nombrado curador de la recién creada Colección Latinoamericana en su alma mater, cargo que comenzó en 1927. Negoció una jornada laboral de sólo siete horas al día, lo que le dio tiempo para trabajar en sus propios proyectos y realizar un doctorado. Después de que su traducción del Informe estadístico sobre Texas de Juan Almonte, 1834 fuera publicada en el Southwestern Historical Quarterly en 1927, fue nombrado miembro de la Asociación Histórica del Estado de Texas. A lo largo del año, tradujo y editó varios libros y también comenzó a trabajar para obtener su doctorado en historia.
En 1929, Castañeda descubrió una gran cantidad de documentos relacionados con la historia de Texas durante el dominio español y mexicano en los archivos de los estados mexicanos de Coahuila y Nuevo León. Los historiadores anteriores, incluidos Barker y Bolton, habían pasado por alto los registros o no habían copiado la información para que la utilizaran los historiadores de Texas. Castañeda pretendía fotocopiar la información de los archivos de Saltillo, capital del extinto estado mexicano de Coahuila y Tejas, señalando que "es de un movimiento vital para la historia de Texas". Poco después de su regreso a Estados Unidos, Gloria, la hija de seis años de Castañeda, murió de encefalitis.
Castañeda recibió una beca de la Farmer Foundation para su último año de posgrado, 1929-1930, lo que alivió algunas de sus preocupaciones financieras. Mientras trabajaba para completar sus estudios, Castañeda tradujo el folleto Latin America and the United States (América Latina y los Estados Unidos) al español para que la organización Caballero de Colón lo distribuyera. Tras aprobar sus exámenes, Castañeda volvió a solicitar la beca para poder trabajar en su tesis. Permaneció ocupado durante todo 1930, editando un volumen de documentos de archivos mexicanos, La guerra de reforma: según el archivo del General D. Manuel Doblado, 1857–1860.
En abril de 1930, Castañeda se incorporó a la Sociedad de Geografía y Estadística de la Ciudad de México. Mientras estuvo allí, descubrió que la Biblioteca Nacional de México ahora albergaba los archivos de la orden franciscana en la Nueva España . Una lectura rápida reveló más de 500.000 páginas de documentos nuevos, muchos de ellos sobre Texas.
Castañeda recibió su doctorado en la Universidad de Texas en 1932; su disertación fue una traducción de un libro escrito por Fray Juan Agustín Morfi en 1779, la Relación geográfica e histórica de la provincia de Texas o Nuevas Filipinas. La obra de Morfi se dio por perdida hasta que Castañeda descubrió una copia en los archivos franciscanos. El mismo año nació la segunda hija de Castañeda, Consuela.
Amargado porque su salario era más bajo que el de sus homólogos no mexicanos, Castañeda dejó la Universidad de Texas en 1933 y aceptó un trabajo como superintendente de escuelas en Del Río, Texas. Ese trabajo duró sólo un año, después de que unos padres blancos expresaran su descontento con un superintendente nacido en México. Regresó a la Universidad de Texas en 1936 como profesor asociado y fue ascendido a profesor titular en 1946 En 1942, había terminado cinco volúmenes de Nuestra herencia católica, que abarcaban los años de 1519 a 1810. Los dos últimos volúmenes, que abarcan el período comprendido entre 1810 y 1950, se publicaron en 1948 y 1958.

## Activista
Demasiado mayor para ofrecerse como voluntario para el servicio militar durante la Segunda Guerra Mundial, Castañeda solicitó una cita con el Comité de Prácticas Justas de Empleo (FEPC). Desde 1943 hasta 1946 trabajó en la oficina de Dallas, investigando la discriminación contra hispanos y negros. En febrero de 1945, fue ascendido a director regional, cubriendo los estados de Texas, Nuevo México y Arizona. Durante su mandato, Castañeda se hizo cargo de las refinerías de petróleo del área metropolitana de Houston. Los trabajadores mexicano-estadounidenses se habían quejado de que les pagaban menos que a sus homólogos blancos, no tenían acceso a ascensos y se les obligaba a utilizar las instalaciones marcadas para personas de color. En una respuesta mordaz a Shell Oil, Castañeda señaló que los mexicanos estaban clasificados legalmente como blancos y que las leyes estatales, "por muy lamentable que sea el hecho", insistían en alojamientos separados para blancos y negros. Al obligar a los mexicanos a utilizar las áreas coloreadas, la empresa estaba violando la ley. Shell y el sindicato admitieron que las políticas violaban la ley, pero sostuvieron que estarían en desventaja competitiva si decidieran cumplirlas; Cada vez que la empresa intentaba promover a los trabajadores mexicano-estadounidenses, los trabajadores blancos iban a la huelga.
Castañeda regresó a la Universidad de Texas en 1946.
Murió el 3 de abril de 1958. Sus documentos personales se encuentran en la Universidad de Texas.

## Reconocimientos y honores
Castañeda se desempeñó como presidente de la Asociación Histórica Católica Estadounidense en 1939. También estuvo muy involucrado en el Primer y Segundo Congreso de Historiadores de México y Estados Unidos. La Biblioteca Perry-Castañeda de la Universidad de Texas lleva su nombre.
Por su trabajo sobre la historia católica, Castañeda fue nombrado Caballero del Santo Sepulcro por la Iglesia Católica y Caballero Comendador de la Orden de Isabel la Católica de España. La Universidad Católica de América le concedió un título honorífico de LLD y recibió el Premio Serra de las Américas en 1951.
A su muerte, el historiador J. Lloyd Mecham declaró que Castañeda era "uno de nuestros académicos y profesores más distinguidos y productivos en el campo de la historia latinoamericana". La Bibliografía de Religión en el Sur señala que la historia del catolicismo romano de Castañeda en Texas es "el análisis más completo y historiográficamente más sólido de esa tradición en cualquier estado".

## Análisis de trabajos
El estudioso Mario T. García describió la obra histórica de Castañeda como "una visión optimista y positivista de la historia". Sus libros asumieron que la difusión de la cultura europea y la religión católica fueron avances positivos para América del Norte. Según García, la "interpretación moralista de la historia" de Castañeda estuvo influenciada por las batallas de la Segunda Guerra Mundial entre el fascismo y la democracia. García señala que Castañeda ignoró el impacto negativo de la historia española en América del Norte, especialmente en el trato español a los indios.
A diferencia de muchos historiadores de la época, Castañeda se centró en las similitudes entre las tradiciones hispanomexicana y angloamericana en América del Norte. Ésta era una actitud común entre los líderes mexicano-estadounidenses de la época. Discípulo de Herbert Eugene Bolton, Castañeda creía que la historia estadounidense comprendía mucho más que la historia de los anglosajones, que sólo podía entenderse en el contexto de las raíces españolas y mexicanas del suroeste. En el contexto de la historia de Texas, Castañeda fue muy crítico con el enfoque tradicional de los historiadores estadounidenses, que ignoraban todos los acontecimientos ocurridos en Texas antes de la llegada de los anglosajones. Además, buscó revisar el enfoque adoptado ante la Revolución de Texas. Los historiadores estadounidenses se centraron en los logros anglosajones en la guerra y enfatizaron la victoria angloamericana sobre los mexicanos, una actitud que Castañeda dijo "fue en gran parte responsable del complejo de superioridad que subyace a la actitud hacia los mexicanos en Texas hoy". Castañeda instó a los historiadores a centrarse en el impacto que los tejanos, ciudadanos de Texas nacidos en México, tuvieron en la revolución. En sus discursos, comparó el ejército tejano de la revolución, compuesto por anglos, mexicanos y otros, con las fuerzas aliadas de la Segunda Guerra Mundial, cada grupo compuesto por múltiples etnias que luchaban por la libertad.
Castañeda escribió varios ensayos acerca de la discriminación contra los mexicano-estadounidenses. Habló de la clasificación no oficial de los mexicanos como "no blancos" pero no "de color", que generalmente se utiliza con fines de discriminación racial. Sus ensayos enfatizaban que los mexicanos habían estado en Texas y el resto del suroeste de Estados Unidos durante mucho más tiempo que los anglosajones, y que, debido a esa antigüedad, podían ser considerados más estadounidenses que aquellos considerados completamente blancos. Atacó la discriminación económica, por la que los mexicanos eran peor remunerados que los blancos realizando el mismo trabajo. Como solución, Castañeda abogó por aumentar las oportunidades educativas para los mexicano-estadounidenses y la continuación de la Comisión de Prácticas Justas de Empleo.

## Obras

### Autor
- "Los manuscritos perdidos de Gutierrez de Luna", Revista mexicana de estudios historicos (1928)
- "The Corregidor in Spanish Colonial Administration", The Hispanic American Historical Review (1929)
- "Silent Years in Texas History", Southwestern Historical Quarterly (1934)
- Our Catholic Heritage in Texas, 7 volumes (1936–1958)
- A Report on the Spanish Archives in San Antonio, Texas (1937)
- Guide to the Latin American Manuscripts in the University of Texas Library (1939), with Jack Autrey Dabbs
- "The Beginning of Printing in America", The Hispanic American Historical Review (1939)
- "The Human Side of a Great Collection." Books Abroad, vol. 14, no. 2 (Spring 1940) pp. 116–121.
- "Communications between Santa Fe and San Antonio in the Eighteenth Century", Texas Geographic Magazine (1941)
- "A Chapter in Frontier History", Southwest Review (1942)
- A History of Latin America for Schools (1944), with Samuel Guy Inman
- "The Sons of Saint Francis in Texas", The Americas (1945)
- The Lands of Middle America (1947) with E. C. Delaney
- "Fray Juan de Zumárraga and Indian Policy in New Spain", The Americas (1949)
- "Relations of General Scott with Santa Anna", The Hispanic American Historical Review (1949)
- Calendar of the Manuel E. Gondra Manuscript Collection of the University of Texas (1952), with Jack Autrey Dabbs
- "Why I Chose History", The Americas (1952)
- "Social Developments and Movements in Latin America", in Church and Society: Catholic Social and Political Thought and Movements, 1789–1950 (1953)
- "Spanish Medieval Institutions in Overseas Administration: The Prevalance of Medieval Concepts", The Americas (1954)
- Independent Mexico in Documents: Independence, Empire, and Republic. A Calendar of the Juan E. Hernández Davalos Collection of the University of Texas (1954)
- "The Augustinians Wend Their Way Westward", Augustiniana (1956)

### Traductor y editor
- "Statistical Report on Texas by Juan N. Almonte, 1835", Southwestern Historical Quarterly (1925)
- "A Trip to Texas in 1828: Jose Maria Sanchez", Southwestern Historical Quarterly (1926)
- The Mexican Side of the Texas Revolution (1928)
- "Historia de todos los colegios de la ciudad de Mexico desde la conquista hasta 1780 por el dr. Feliz de Osores y Sotomaya", in Nuevo documentos ineditos o muy raros para la historia de Mexico, Volume II (1929)
- "La Guerra de Reforma segun el Archivo del General Manuel Doblado, 1857–1860", in Nuevo documentos ineditos o muy raros para la historia de Mexico, Volume III (1930)
- The History of Texas, 1673–1779, by Fray Juan Agustin Morfi, Missionary, Teacher, Historian (1935)